# Mid-Atlantic

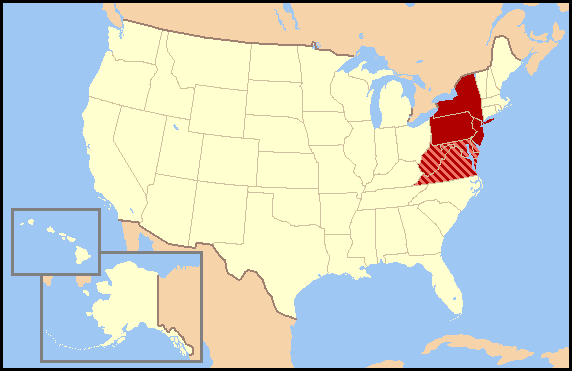
En rouge sombre, les États inclus dans la définition traditionnelle des États du littoral médio-atlantique du Bureau du recensement des États-Unis. Les parties en rayé y sont quelquefois incluses selon une définition plus large.

Les États Mid-Atlantic[réf. nécessaire] (en français « États du littoral médio-atlantique » ou « États du centre du littoral atlantique » ; en anglais Mid-Atlantic States ou Middle Atlantic States), ou plus simplement le Mid Atlantic, forment l'une des neuf divisions géographiques des États-Unis officiellement reconnues par le Bureau du recensement des États-Unis. Cette division comprend les trois États de New York, du New Jersey et de Pennsylvanie.
Cette définition correspond à celle qui est traditionnellement attribuée à la région de la côte est des États-Unis située entre la Nouvelle-Angleterre et le Sud des États-Unis. Cependant, beaucoup considèrent le Mid-Atlantic comme les États au sud du Nord-Est des États-Unis, centrés sur le Delaware, le Maryland et la Virginie[Quoi ?].
Les États du littoral médio-atlantique traditionnel ont la population la plus dense des neuf régions des États-Unis centrées sur la mégalopole BosWash, qui s'étend de Boston à Washington en passant par New York et Philadelphie.

## Démographie
Selon l'American Community Survey, en 2010, 76,89 % de la population âgée de plus de 5 ans déclare parler anglais à la maison, 11,26 % espagnol, 1,06 % une langue chinoise, 0,92 % italien, 0,78 % coréen, 0,56 % français, 0,52 % un créole français et 7,45 % une autre langue.

## Source
- (en) Cet article est partiellement ou en totalité issu de l’article de Wikipédia en anglais intitulé « Mid-Atlantic states » (voir la liste des auteurs).